# Marysville (Victoria)
Marysville ist eine Stadt in Victoria, Australien.
International bekannt wurde die Stadt, als am 7. Februar 2009 ein Buschfeuer den Ort weitgehend zerstörte.
Die Stadt liegt 75 Kilometer nordöstlich von Melbourne im Murrindindi Shire an der Marysville Road. Bei der Volkszählung 2016 hatte Marysville 342 Einwohner.

## Geschichte
Die Stadt wurde als Haltepunkt auf dem Weg zu den Goldminen von Woods Point und am Upper Goulburn gegründet, 1864 gab es bereits einen Fleischer und einen Laden. Der Ort erhielt seinen Namen nach Mary Steavenson, der Frau des Assistant Commissioner of Roads and Bridges John Steavenson, nach dem die Steavenson Falls ihren Namen erhielten. Am 1. März 1865 wurde das Postamt in Betrieb genommen, eine Schule folgte 1870 und weitere öffentliche Einrichtungen 1890.

## Tourismus

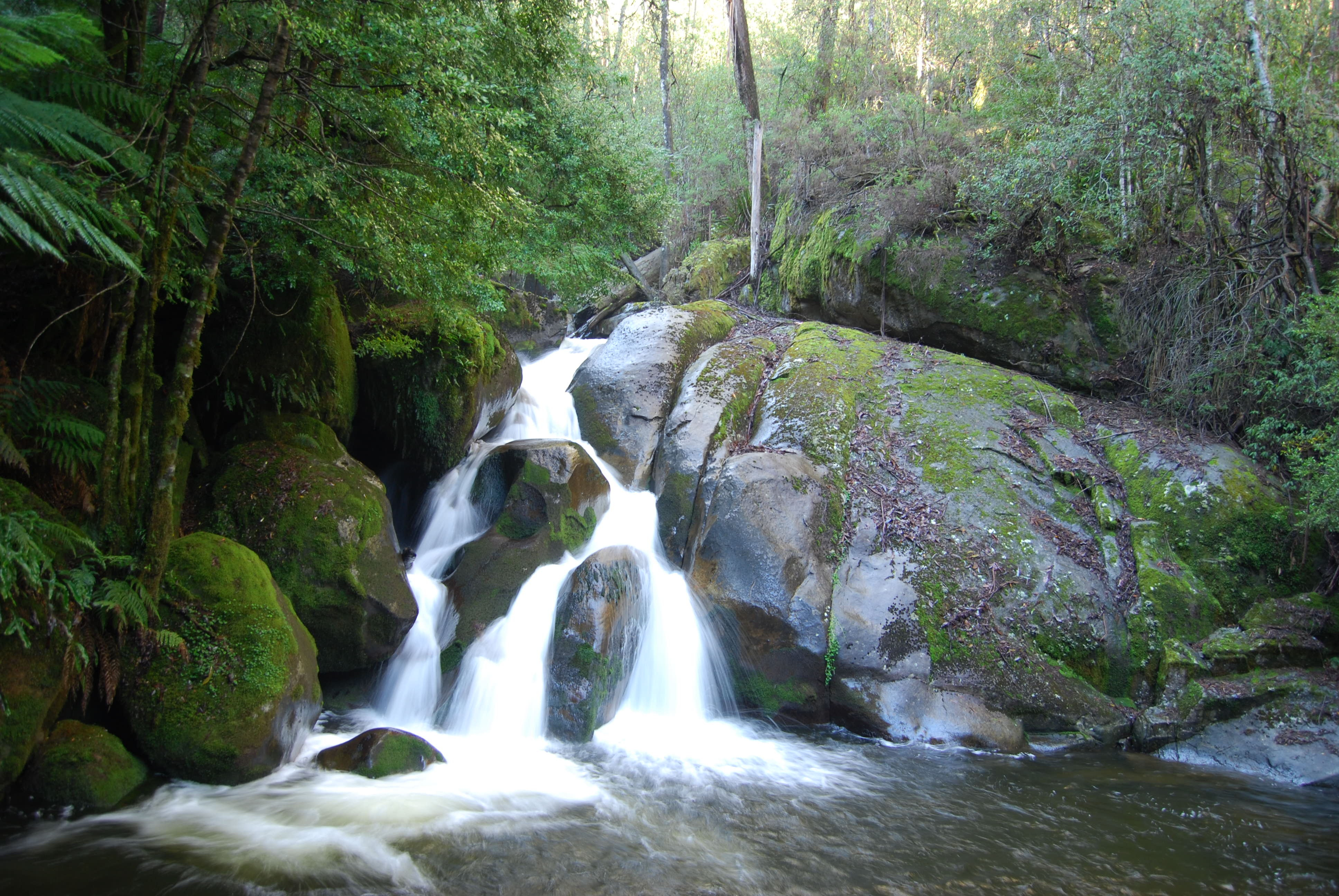
Yarra-Ranges-Nationalpark bei Marysville

In den 1920er Jahren wurde Marysville zu einem Touristenziel. Zwölf Gästehäuser bestanden in der damaligen Zeit. Zu dieser Zeit wurde der Eisenbahnverkehr zwischen  Melbourne und Marysville über Healesville aufgenommen.
Marysvilles primärer Wirtschaftszweig ist somit der Tourismus, für den es im Ort zahlreiche Cafés, Gaststätten, Kunstgalerien und Handwerksläden gibt. Der Ort dient als Ausgangsbasis für das Skigebiet um den Lake Mountain. Im Ort gibt es verschiedene Bed and Breakfasts, Campingplätze und weitere Unterkunftseinrichtungen. Während der Wintersaison übertrifft die Zahl der Gäste die Zahl der Einwohner bei weitem.

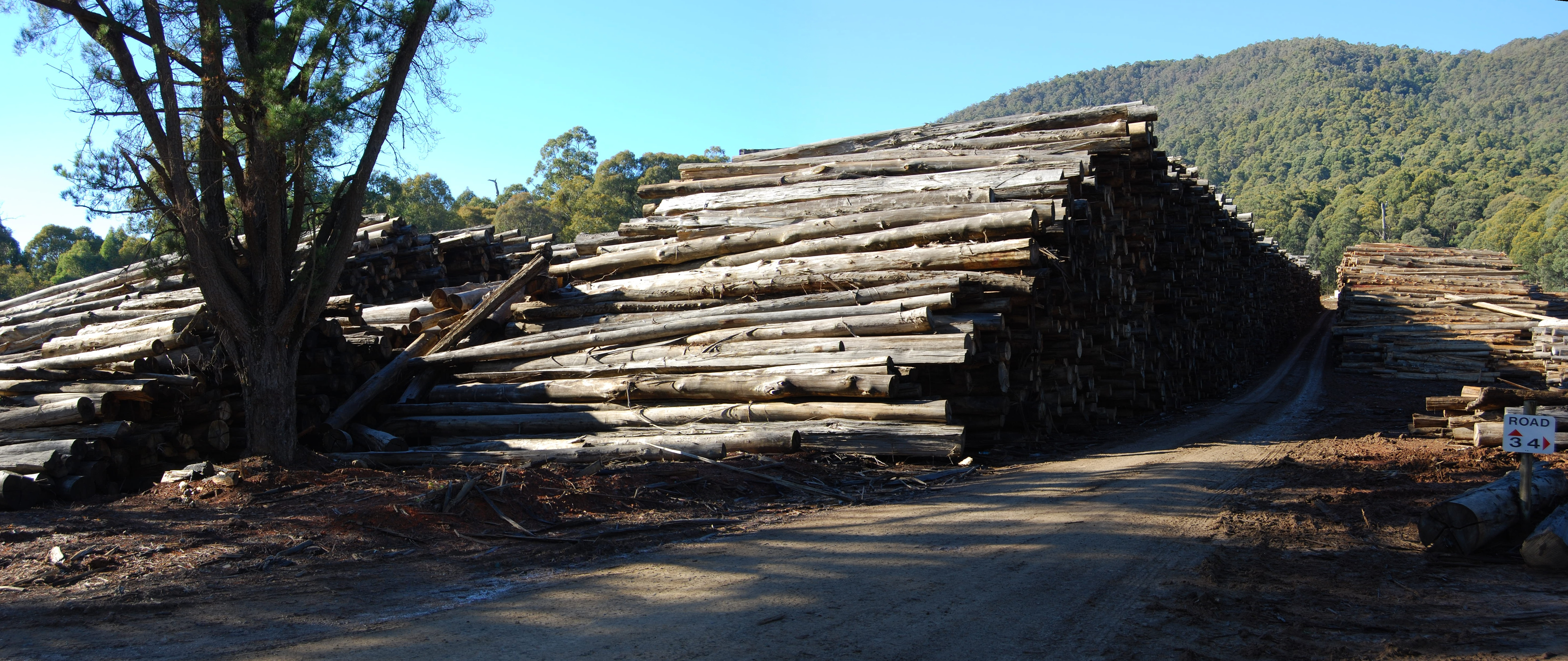
Holzstämme bei Marysville

Aus diesem Grund sind die Einwohner gegen die Forstwirtschaft, die die örtlichen Urwälder und damit den Tourismus bedrohen. Marysville ist hauptsächlich vom Tourismus abhängig, nur drei Prozent der örtlichen Wirtschaftsleitung gingen 1995 auf Landwirtschaft, Forstwirtschaft und dem Fischfang zurück.